# Live in Mainz
Live in Mainz is een uitgave in een reeks livealbums van de Britse groep King Crimson.

## Geschiedenis en bezetting
Voordat King Crimson een tournee heeft in de Verenigde Staten na het verschijnen van het album Starless and Bible Black wordt een aantal concerten gegeven in Europa met name in Italië, Frankrijk en Duitsland. De deelnemende musici:
- Robert Fripp – gitaar, mellotron en elektrische piano
- David Cross – viool, mellotron en elektrische piano
- John Wetton – basgitaar en zang
- Bill Bruford – drums, zang

Hun dan schrijver van teksten Richard Palmer-James bezoekt een aantal van hun concerten. In tegenstelling tot hun opnamen van hun Live in Central Park later dat jaar, zijn hier vrij veel improvisaties ingelast.

## Composities
1. Improv: The Savage
2. Dr. Diamond
3. Improv: Arabica
4. Exiles
5. Improv: Adria
6. The Nigh Watch
7. Starless
8. Lament
9. Improv: Trio
10. Easy Money

## Trivia
- John Wetton geeft de toelichting bij deze uitgave.
- Robert Fripp noemt John Wetton een pragmaticus; iemand die niet zou passen in een groepsstructuur. John kan het daar wel mee eens zijn, gezien de hoeveelheid groepen waarmee hij heeft gemusiceerd en zijn solocarrière.

Jaren 60: mei, juni 1969; Marquee Londen · 5 juli 1969; Hyde Park Londen · 21/22 november 1969; San Francisco
Jaren 70: 11 mei 1971; Plymouth · 10 augustus 1971; Marquee Londen · 16 oktober 1971; Brighton · 13 december 1971; Detroit · 26 februari 1972: Jacksonville · 27 februari 1972;Orlando · 12 maart 1972; Denver radio · 13 maart 1972; Denver live · 27 maart 1972; Boston · 13 oktober 1972; Frankfurt am Main · 17 oktober 1972; Bremen · 13 november 1972; Guildford · 15 november 1973; Zürich · 29 maart 1974; Heidelberg · 30 maart 1974; Mainz · 1 april 1974: Kassel · 24 juni 1974, Toronto· 1 juli 1974, New York
Jaren 80: 30 april 1981; Bath · 30 juli 1982; Philadelphia · 2 augustus 1982; New York · 13 augustus 1982; Berkeley · 25 augustus 1982; Cap D’Agde · 29 september 1982; München · 17-30 januari 1983; studiowerk · mei-november 1983
Jaren 90: VROOOM sessies;april/mei 1994; studio · 1 juli 1995; Wiltern · 20-25 november 1995; Broadway · 29 november 1995; Chicago · 26 augustus 1996; 2e maal Philadelphia · mei 1997; Nashville studio · 1-4 december 1997 (P1) · 4 juni 1998; Chicago (P2) · 1 juli 1998; Northampton (P2) · 1 november 1998; San Francisco (P4) · 25 maart 1999; Austin (P3)
Jaren vanaf 2000: 11 juni 2000; Warschau · 9/10 november 2001; Nashville live · 3 maart 2003: Alexandria (P3) · april 2003 · najaar 2003; Japan · 20 juni 2003; Milaan · 16 november 2003; New Haven ·  28 juni 2017; Chicago